# 마스크 (비디오 게임)
마스크(The Mask)는 1995년 미국의 스튜디오 블랙 펄 소프트웨어가 슈퍼 패미컴용으로 개발한 횡스크롤 액션 비디오 게임으로, 동명의 영화를 기반으로 한다. 이 영화는 다크 호스의 동명 만화 시리즈에 느슨하게 기반을 두었다.
이 게임은 평론가들로부터 대체로 긍정적인 평가를 받았는데, 특히 영화의 유머와 시각적 스타일을 충실히 재현한 점에 만족했으며, 레벨 디자인과 난이도를 비판했다.

## 스토리
도리안 타렐과 그의 갱단은 밤 문화가 도리안이 자신과 그의 부하들을 위해 소유하고 운영하는 나이트클럽에 참석하는 부유한 후원자들을 중심으로 돌아가는 작고 번성한 도시인 에지 시티를 비밀리에 점령할 계획을 세운다.
운이 없고 괴롭힘을 당하는 온순한 은행 직원 스탠리 이프키스는 초록색 로키 마스크를 발견한 후 동명의 캐릭터로 변신한다. 마스크와 스탠리는 도리안 타렐과 그의 계획을 막고, 두 사람이 사랑하는 티나 칼라일을 구해야 한다.

## 게임플레이
플레이어는 이프키스의 아파트, 고액 임대 지역, 은행 안팎, 지역 공원, 지역 감옥 (전형적인 줄무늬 죄수복을 입은 적들이 포함되어 있음)을 거쳐 마침내 호화로운 나이트클럽을 통과하여 자신의 사악한 숙적인 도리안(그 또한 마스크를 쓰고 있다)과 싸워야 한다. 게임의 주요 보스들은 모두 영화 속 캐릭터와 닮아 있는데, 화난 집주인 미시즈 핀먼, 이프키스의 차량을 수리했던 부주의한 수리공 어브와 버트 리플리 등이 있다.
플레이어의 체력이 소진되면, 그는 잠옷을 입은 이프키스로 돌아간다. 마스크의 많은 움직임은 영화 속 장면을 기반으로 했는데, 예를 들어 메 (첫 번째 영화에서 알람 시계를 부수는 데 사용), 토네이도, 첫 번째 영화의 마지막 대결에서 주머니에서 꺼내는 거대한 총들, 그리고 거대한 "살아있는" 뿔 등이 있다. 또한 마스크를 투명하게 만드는 (적들이 그를 볼 수 없는) 잠입 동작, 대시 동작 (초음속으로 달리는 "슈퍼 대시" 동작 포함), 그리고 만화 권투 글러브를 사용한 기본적인 펀치 동작인 기본 공격과 같은 다른 동작들도 있다. 이러한 특수 동작들 (메, 총, 뿔 등) 중 다수는 마스크의 "변신" 능력을 사용하며, 이는 파워업으로 보충된다. 변신 게이지가 소진되면, 어스웜 짐의 주총 탄약 보충과 마찬가지로 처음 시작했던 양보다 적은 양으로 천천히 보충된다.
비디오 게임의 엔딩은 빅 밴드 음악에 맞춰 16비트의 캐머런 디애즈와 춤을 추는 것으로 끝난다. 캐머런 디애즈의 데뷔작은 실제 영화에서 티나 칼라일 (도리안 타렐의 여자친구) 역이었다.

## 개발
이 게임은 명목상 영화를 기반으로 하지만, 그래픽은 영화보다는 만화책의 만화적인 스타일에 기반을 두었다. 게임 개발은 예상보다 오래 걸렸으며, 영화 개봉 후 1년 이상 지나서야 출시되었다.
마스크의 베타 버전은 횡스크롤 액션 게임이라기보다는 진행형 격투 게임에 더 가까웠다. 베타 버전의 피해 표현은 1993년 1인칭 슈팅 게임인 둠에서 사용된 다양한 얼굴과 유사하게 여러 표정으로 나타났다. 불완전한 버전에는 소매용 버전에서 폐기된 다른 배경들이 있었다. 발사체를 발사하는 총이나 공수도 스타일의 로우킥과 같은 폭력적으로 보이는 공격은 최종 버전에서 삭제되었다.
메가 드라이브용 게임 버전도 개발 중이었으나 취소되었다. 대변인에 따르면, 슈퍼 패미컴 버전이 예상보다 오래 걸렸기 때문에, 메가 드라이브 버전은 영화가 극장에 상영된 지 2년 후에야 완성되었을 것이며, 이는 라이선스에서 상당한 이점을 얻기에는 너무 늦었기 때문에 취소되었다.
게임의 스피드런 중 하나에서 디자이너 매트 하먼은 카니발 테마의 레벨이 게임에서 폐기되었다고 말했다.

## 평가
마스크는 평론가들로부터 대체로 호평을 받았다. 닌텐도 파워는 영화에서 가져온 캐릭터 애니메이션과 사운드스케이프를 호평했지만, 게임의 단순한 적 AI와 혼란스러운 미로 구역을 단점으로 꼽았다. 일렉트로닉 게이밍 먼슬리의 네 명의 편집자들은 게임이 원작의 유머와 스타일을 충실히 재현한 점, 다양한 능력, 그래픽을 칭찬했지만, 레벨이 너무 크다고 비판했다. 게임프로의 캡틴 스퀴데오는 영화 속 캐릭터와 시각적 개그의 풍부한 활용, 마스크의 다양한 능력을 높이 평가했지만, 적 그래픽과 배경이 "95년의 잠재력보다는 93년 표준에 더 가깝다"고 말했다. 넥스트 제너레이션은 게임의 만화적인 애니메이션과 배경을 이용해 레벨을 이동하는 비밀스러운 방식에 열광하며 "레벨 미로가 때때로 너무 복잡해서 자체적으로 좋지 않지만, 확실히 독창적이다"라고 언급했다.